# Crowdlending
Crowdlending (også kaldet person-til-person-lån eller peer-to-peer lån forkortet  p2p-lån) er en praksis med privatpersoner der udlåner penge til individuelle personer eller virksomheder igennem online services, der matcher långivere og låntagere. P2P-lånevirksomheder drives ofte online og tilbyder normalt at udlånere kan få højere afkast end ved at opspare pengene og nogle gange også end ved investering, og kan derfor også tilbyde lavere renter for låntagerne end traditionelle banklån, selv efter at virksomheden har taget sit gebyr for at matche lån og lave kreditvurdering af låntagere.
Sammenlignet med aktiemarkedet har crowdlending ofte både mindre volatilitet og mindre likviditet.